# Universidade 11 de Novembro
A Universidade 11 de Novembro (UON) é uma universidade pública angolana, multicampi, sediada na cidade de Liambo, na Região Metropolitana de Cabinda.
A universidade surgiu do desmembramento do campus Cabinda da Universidade Agostinho Neto em meio as reformas no ensino superior angolano ocorridas nos anos de 2008 e 2009.
Tem sua área de atuação restrita ás províncias de Cabinda e Zaire.

## Origem do nome
A universidade presta homenagem em seu nome ao dia da independência de Angola, ocorrido em "11 de novembro" de 1975.

## Histórico
A UON descende o antigo campus da Universidade Agostinho Neto (UAN) em Cabinda, inaugurado em 1996. O campus era um dos vários Institutos Superiores de Ciências da Educação (ISCED's) da UAN espalhados por Angola.
Em 2008 o ISCED de Cabinda é afetado com a reforma do ensino superior promovida pelo governo de Angola. A reforma propunha a descentralização dos polos da UAN, de maneira que pudessem constituir novos centros universitários autônomos. De tal proposta surgiu a Universidade 11 de Novembro (UON), efetivada pelo decreto-lei n° 7/09, de 12 de Maio de 2009 aprovado pelo Conselho de Ministros.
Pelo decreto presidencial nº 285, de 29 de outubro de 2020 — que reorganiza a Rede de Instituições de Ensino Superior Pública de Angola (RIPES) —, a Escola Superior Politécnica de Mabanza Congo foi desfilada da UON e tornada autônoma. Passou a ser a Escola Superior de Ciências Sociais, Artes e Humanidades do Zaire, herdando o campus de Mabanza Congo.

## Infraestrutura
A estrutura orgânica da UON se compõe da seguinte forma:

### Campus de Liambo
- Faculdade de Direito (FD)
  - Curso de Ciências Jurídico-Civis

- Faculdade de Economia (FE)
  - Curso de Economia
  - Curso de Gestão de Empresas
  - Curso Contabilidade e Auditoria

- Faculdade de Medicina (FM)
  - Curso de Medicina Geral

- Instituto Superior Politécnico de Cabinda (ISPC)
  - Curso Superior de Enfermagem
  - Curso de Psicologia Clínica
  - Engenharia Florestal
  - Análise Clínicas

### Campus de Buco-Zau
- Instituto Superior de Ciência da Educação (ISCED)
  - Curso de Ensino de Biologia
  - Curso de Ensino de História
  - Curso de Ensino de Matemática
  - Curso de Pedagogia
  - Curso de Ensino de Psicologia
  - Curso de Ensino de Língua Portuguesa
  - Curso de Ensino de Língua Inglesa

### Campus do Soio
- Escola Superior Politécnica do Soio
  - Curso de Ensino de Matemática
  - Curso de Pedagogia
  - Curso de Engenharia Informática
  - Curso de Organização e Manutenção Industrial.